# Sebastián Piana
Sebastián Piana (Buenos Aires, 26 november 1903 – aldaar, 17 juli 1994) was een Argentijns componist, muziekpedagoog, dirigent en pianist.

## Levensloop
Piana is een zoon van een Italiaanse emigrantenfamilie uit de regio Piëmont die in 1890 naar Argentinië vertrok. Zijn vader was een kapper en amateur-musicus, die 's avonds in de cafés "La Paloma" en "Tontolín" in buurt met vrienden eenvoudige tango's speelden. In deze omgeving groeide Piana. Hij begon in 1910 met het bespelen van de viool en werd opgeleid door zijn oom Pedro Bertolero, een goed componist, maar een middelmatig leraar. Twee jaar later begon hij zijn pianostudies bij Antonio D’Agostino en behaalde zijn diploma als pianoleraar in 1920. Zijn pianostudies voltooide hij bij Ernesto Drangosch.
Vanaf 1917 speelde hij piano als achtergrondmuziek van stomme films in bioscopen en theaters, maar ook in verschillende orkesten speelde hij fantasieën en uittreksels uit opera's. Het was zijn vaders doel, dat hij een volledige muzikant werd. Op 17-jarige leeftijd begon hij ook eerste tango's te componeren met de titels Sabor popular, La tapera en El hombre orquesta naar de innovatieve concepties van Agustín Bardi (1884-1941) en Juan Carlos Cobián (1896-1953).
De eerste en de laatste titel waren ontstaan op advies van José González Castillo (1885-1937) een belangrijk vriend van zijn vader, maar hij had ook een belangrijke rol voor hem zelf, omdat hij hem adviseerde als pianist in het "Park cinema theater" van Max Glückmann te starten. In dit theater speelde hij voor vele jaren. Samen met José González Castillo schreef hij in 1922 Sobre el pucho, een tango met die hij deel nam aan een compositiewedstrijd die was georganiseerd door Tango Cigarettes. Uit 136 deelneemsters won zijn werk de tweede prijs na Juan de Dios Filiberto's (1885-1964) El ramito. Sobre el pucho werd spoedig op plaat opgenomen en was zijn eerst hit.
Later in het jaar componeerde hij Cachito de cielo op tekst van Ribeiro. In 1923 ontstond uit een nieuwe samenwerking met José González Castillo en diens zoon Cátulo Castillo het werk Silbando, dat door Azucena Maizani in première ging binnen de revista (revue) Poker de Ases in het oude "Teatro San Martín".
Vanaf 1923 werkte hij ook met Pedro Maffia zijn latere schoonbroer samen en richtte met hem een muziekacademie in de Salguero straat in Buenos Aires op, waar hij carrière als leraar begon.
Hij werd docent aan het Conservatorio Municipal "Manuel de Falla" Buenos Aires en muziekleraar voor koorzang aan middelbare scholen. Verder was hij voorzitter van de Academia Porteña del Lunfardo.

## Composities

#### Tango's
- 1920 Sabor popular - tekst: José González Castillo
- 1920 La tapera
- 1920 El hombre orquesta - tekst: José González Castillo
- 1922 Sobre el pucho (samen met: José González Castillo) - tekst: José González Castillo
- 1922 Cachito de cielo - tekst: Ribeiro
- 1925 Silbando (samen met: Cátulo Castillo) - tekst: José González Castillo
- 1926 Viejo ciego (samen met: Cátulo Castillo) - tekst: Homero Manzi - oorspronkelijke titel: El ciego del violín
- 1931 Milonga sentimental - tekst: Homero Manzi
- 1931 Milonga del 900 - tekst: Homero Manzi
- 1931 Juan Manuel - tekst: Homero Manzi
- 1931 Milonga de los Fortines - tekst: Homero Manzi
- 1933 Milonga del novecientos - tekst: Homero Manzi
- 1934 El pescante - tekst: Homero Manzi
- 1934 De barro - tekst: Homero Manzi
- 1934 No aflojés - tekst: Pedro Maffia en Mario Battistella
- 1936 Milonga triste - tekst: Homero Manzi
- 1939 Betinotti - tekst: Homero Manzi
- 1940 Pena mulata - tekst: Homero Manzi
- 1941 Tinta Roja - tekst: Cátulo Castillo[1][2]
- 1942 Cornetín - tekst: Homero Manzi en Cátulo Castillo
- 1950 Arrabalera - tekst: Cátulo Castillo
- Águila Real (samen met: Claudio J. Romani) - tekst: Miguel Reguera - (opgedragen aan Claudio Mejía)
- Arco iris - tekst: Pedro Maffia en Juan Reyes
- Argentina - tekst: Homero Manzi
- Billetes
- Campanas de dolor
- Canción por la niña muerta
- Dale, dale
- El misterioso soy yo
- El parque de artillería
- Estuviste bien, Pirulo
- Juan Tango
- La Milonga de Arolas - tekst: León Benarós
- Loba de mar
- Milonga de Puente Alsina - tekst: Homero Manzi
- Misa Rea (samen met: Pedro Maffia) - tekst: Nolo Lopez
- Negra María - tekst: Homero Manzi
- ¡Pa' qué lagrimear! - tekst: Homero Manzi
- Papá Baltasar - tekst: Homero Manzi
- Princesa arrabalera
- Recién pudo llorar
- Ropa Blanca - tekst: Homero Manzi
- Son cosas del ayer
- Trampa
- Una aventura más
- Volverás... ¿pero cuándo? - tekst: Homero Manzi

### Werken voor orkest
- 1929 Milonga clásica, tango voor orkest - tekst: Homero Manzi
- 1941 Caserón de tejas, wals voor orkest - tekst: Cátulo Castillo
- Escenas de Ballet

### Werken voor banda (harmonieorkest)
- 1936 Sombras Porteñas,
- Carnaval de Antaño,
- He nacido en Buenos Aires,
- Nobleza gaucha,
- Las de barranco,
- El último payador
- Derecho viejo

### Missen en andere kerkmuziek
- Misa de Gloria, voor driestemmig gemengd koor

### Muziektheater

#### Toneelmuziek
- La boina blanca, toneelmuziek voor het gelijknamige stuk van Goicoechea en Cordone

### canción criolla
- 1943 Paisaje, wals - tekst: Homero Manzi
- Bandoneón - tekst: Celedonio Flores
- Golondrina
- Pampa Luna - tekst: Homero Manzi
- Pasión Milonguera
- Setiembre

### Filmmuziek
- 1933 ¡Tango!
- 1936/1959 He nacido en Buenos Aires
- 1936 Sombras porteñas
- 1937 Una porteña optimista
- 1937 Nobleza gaucha
- 1938 Los caranchos de la Florida
- 1938 Las de Barranco
- 1938 El hombre que nació dos veces
- 1939 La canción qué tu cantabas
- 1940 Los muchachos se divierten
- 1941 Una vez en la vida
- 1941 Fortín alto
- 1949 Vidalita
- 1950 El último payador
- 1950 Arrabalera
- 1951 Suburbio
- 1951 Derecho viejo
- 1951 Vivir un instante
- 1952 La Parda Flora
- 1962 Mi Buenos Aires querido
- 1975 Los orilleros
- Las de Barranco

## Media
1. ↑  Tinta Roja door Rubén Juárez
2. ↑  Tinta Roja door Andrés Calamaro

- Bibsys: 6038211
- Biblioteca Nacional de España: XX1112575
- Bibliothèque nationale de France: cb140200155 (data)
- Catàleg d'autoritats de noms i títols de Catalunya: 981058608356006706
- CiNii: DA18884619
- Gemeinsame Normdatei: 105708798X
- International Standard Name Identifier: 0000 0000 7326 2264
- Library of Congress Control Number: no98106266
- MusicBrainz: 4d66294e-a1de-4241-97ae-1604b3d83b86
- Nationale Bibliotheek van Tsjechië: mzk2015881893
- Nationale Bibliotheek van Israël: 987007422825305171
- Nederlandse Thesaurus van Auteursnamen: 120992086
- Virtual International Authority File: 86802472
- WorldCat: E39PBJfhbdTXQGbCjmwQBFkVYP